# يورغن فاسبندر
يورغن فاسبندر (بالألمانية: Jürgen Faßbender)‏ مواليد 28 مايو 1948 في فيزيلينغ، ألمانيا الغربية، هو لاعب كرة مضرب سابق وكان يلعب باليد اليمنى. أعلى تصنيف له في الفردي كان المركز الـ 31 في سنة 1973. سبق أن شارك في دورة الألعاب الأولمبية الصيفية.

## روابط خارجية
- يورغن فاسبندر على موقع رابطة محترفي التنس (الإنجليزية)
- يورغن فاسبندر على موقع الاتحاد الدولي لكرة المضرب (الإنجليزية)
- يورغن فاسبندر على موقع كأس ديفيز (الإنجليزية)
- يورغن فاسبندر على موقع خلاصة التنس.كوم (الإنجليزية)
- يورغن فاسبندر على موقع أوليمبيديا (الإنجليزية)